# Kalmasaari (ö i Norra Österbotten, Haapavesi-Siikalatva)
Kalmasaari är en ö i Finland. Den ligger i sjön Ainali och i kommunen Haapavesi i den ekonomiska regionen  Haapavesi-Siikalatva ekonomiska region  och landskapet Norra Österbotten, i den centrala delen av landet, 400 km norr om huvudstaden Helsingfors. Öns area är 1,5 hektar och dess största längd är 180 meter i sydöst-nordvästlig riktning.